# Giá thực phẩm
Giá thực phẩm là mức giá trung bình cho thực phẩm ở các nước cụ thể hoặc khu vực hoặc trên phạm vi toàn cầu. Sự đóng góp của ngành công nghiệp thực phẩm vào mức giá và biến động đến từ quá trình sản xuất thực phẩm, tiếp thị thực phẩm và phân phối thực phẩm. Nguồn gốc của biến động giá không kiểm soát được là thay đổi năng suất cây trồng từ nguồn cung dư thừa đến thất bại thu hoạch và các hoạt động đầu cơ thực phẩm. Người ta suy đoán rằng sự thay đổi khí hậu toàn cầu có thể là một yếu tố chính đằng sau giá lương thực tăng. Hạn hán tiếp tục ở Nam Phi  có thể - trong số các yếu tố khác - có lạm phát lương thực tăng vọt 11% cho đến cuối năm 2016 theo Ngân hàng Dự trữ Nam Phi. Ở một mức độ nhất định, xu hướng giá bất lợi có thể bị phản tác dụng bởi chính trị thực phẩm. Khi hàng hóa thực phẩm trở nên quá đắt đỏ trên thị trường thế giới, an ninh lương thực đang gặp nguy hiểm đặc biệt là đối với các nước đang phát triển. Để phù hợp với cung và cầu, giá cả toàn cầu sẽ tiếp tục tăng với dân số thế giới ngày càng tăng.

## Khác biệt trên toàn cầu
Giá thực phẩm đã tăng khá mạnh kể từ cuộc khủng hoảng giá lương thực thế giới 2007-08, và đáng chú ý nhất ở các nước đang phát triển trong khi ít hơn ở các nước OECD và Bắc Mỹ.
Giá tiêu dùng ở các nước giàu bị ảnh hưởng ồ ạt bởi sức mạnh của các cửa hàng giảm giá và chỉ chiếm một phần nhỏ trong toàn bộ chi phí sinh hoạt. Đặc biệt, các thành phần chế độ ăn kiêng kiểu phương Tây như những thành phần được chế biến bởi các chuỗi thức ăn nhanh có giá tương đối rẻ ở bán cầu Tây. Lợi nhuận chủ yếu dựa vào số lượng (xem sản xuất hàng loạt), thấp hơn chất lượng giá cao. Đối với một số loại sản phẩm như sữa hoặc thịt, việc sản xuất quá mức đã làm thay đổi quan hệ giá cả theo cách hoàn toàn không biết ở các nước kém phát triển (" núi bơ "). Tình hình cho các xã hội nghèo đang trở nên tồi tệ hơn bởi một số hiệp định thương mại tự do cho phép xuất khẩu thực phẩm theo hướng "phía nam" dễ dàng hơn so với ngược lại. Một ví dụ nổi bật có thể được tìm thấy trong xuất khẩu cà chua từ Ý sang Ghana nhờ các Hiệp định đối tác kinh tế trong đó rau quả rẻ tiền đóng vai trò quan trọng trong việc phá hủy nông nghiệp bản địa và sự suy giảm tương ứng trong sức mạnh kinh tế vốn đã yếu.